# Aviònica

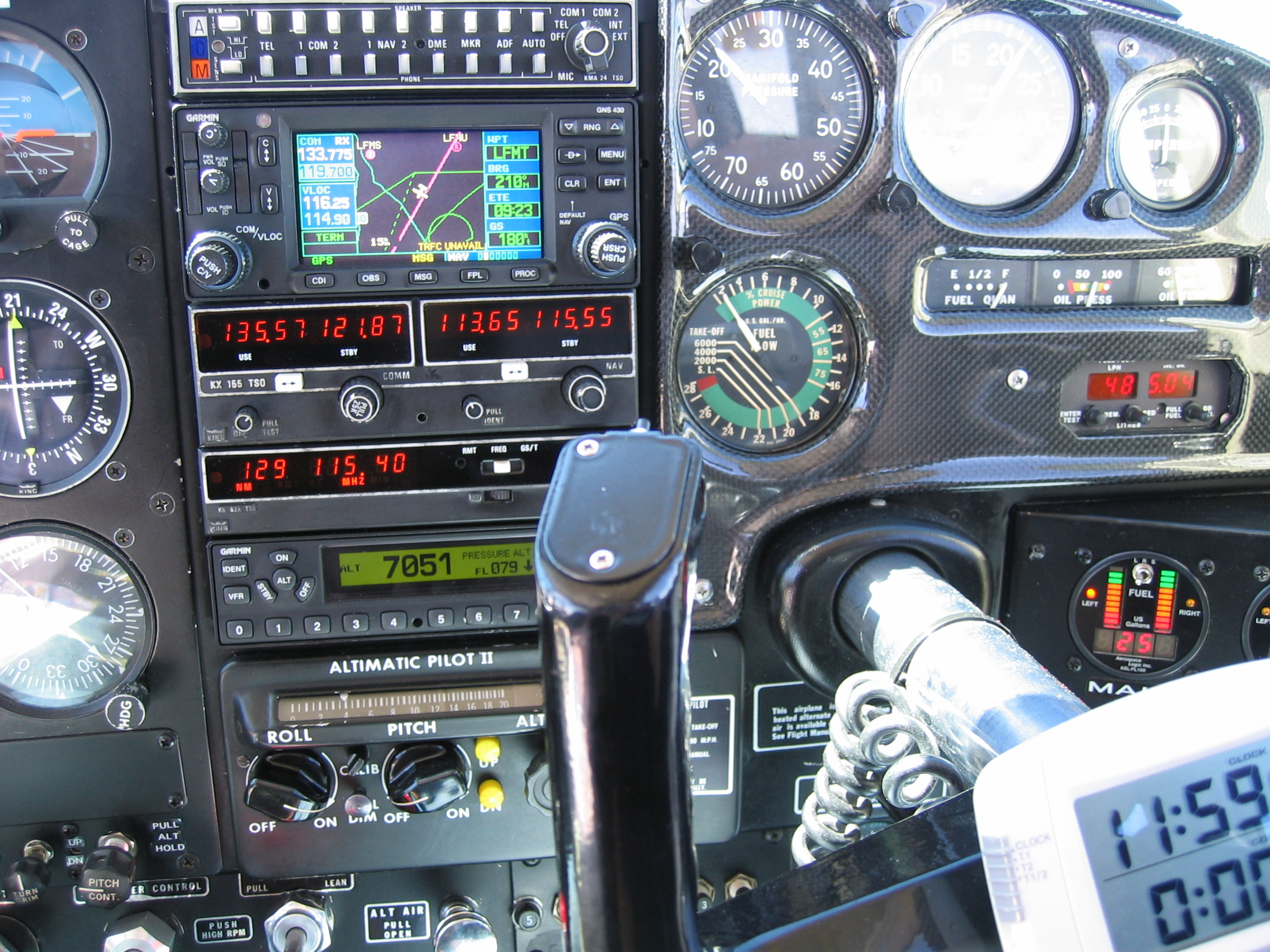
Panell d'instrumentació d'una avioneta Piper PA-24 260B Comanche mostrant diversos components de l'aviònica.

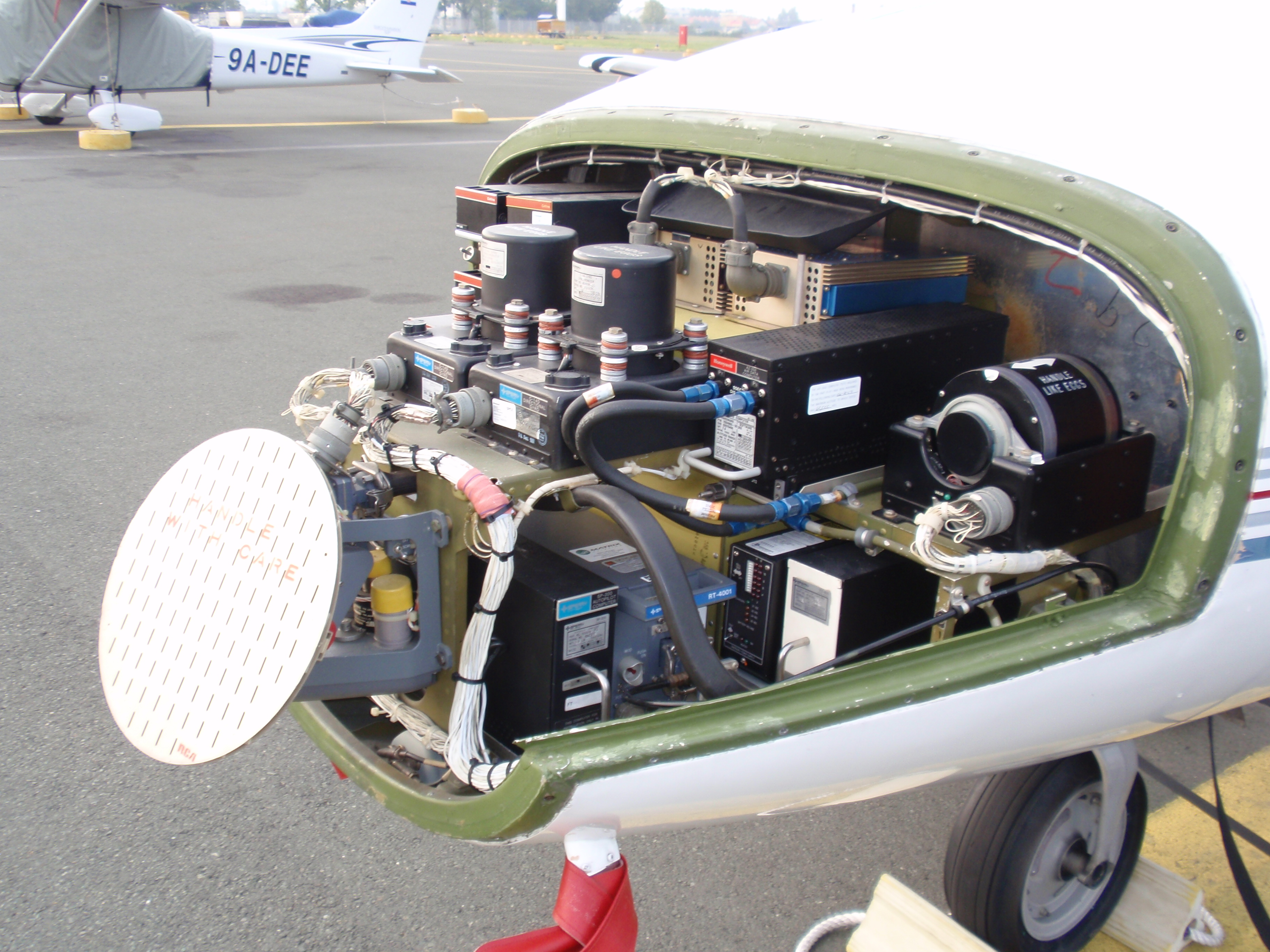
Radar i altres components d'aviònica d'un jet privat Cessna Citation.

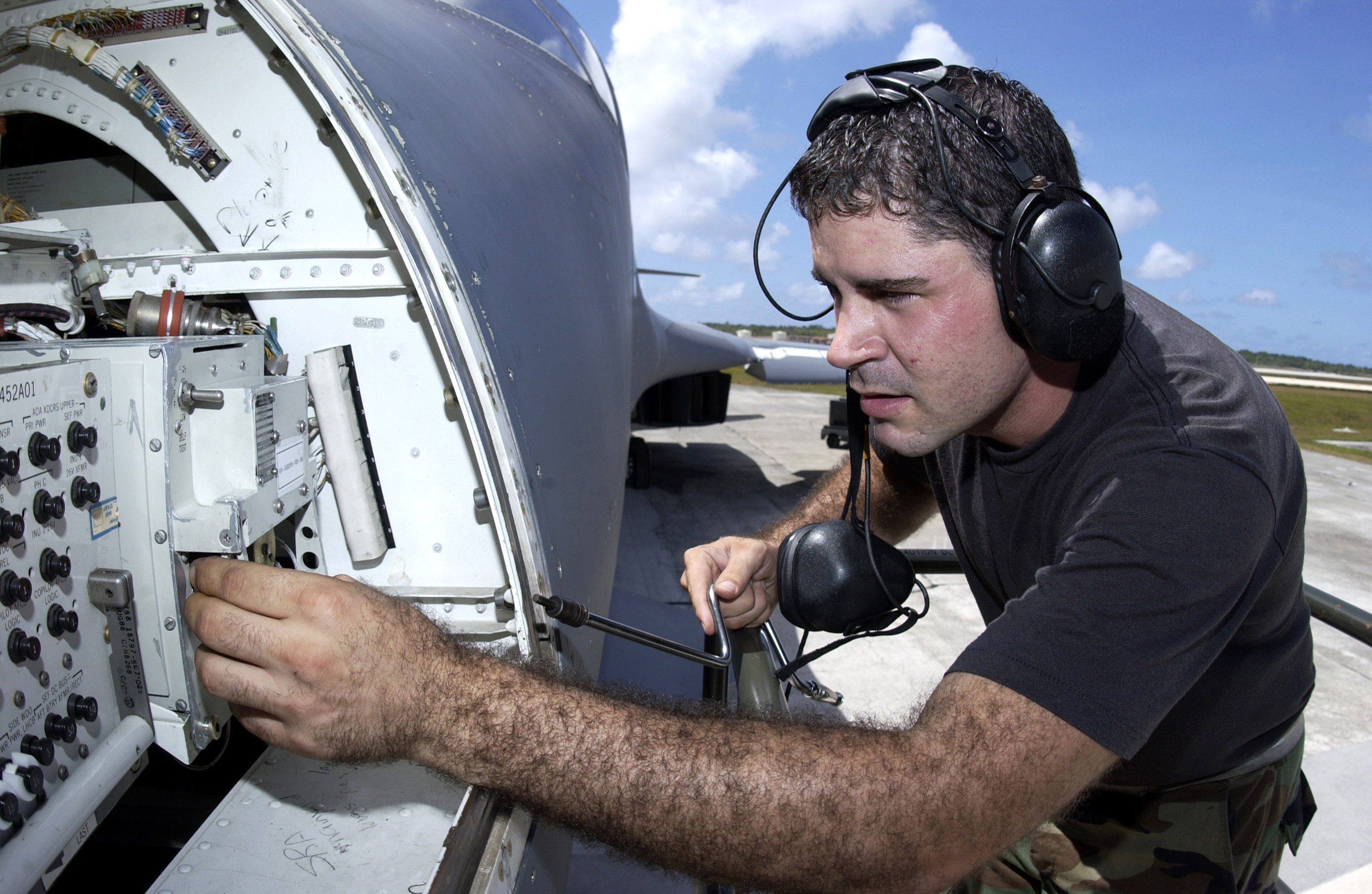
Tècnic realitzant tasques de manteniment de l'aviònica d'un bombarder B1 Lancer.

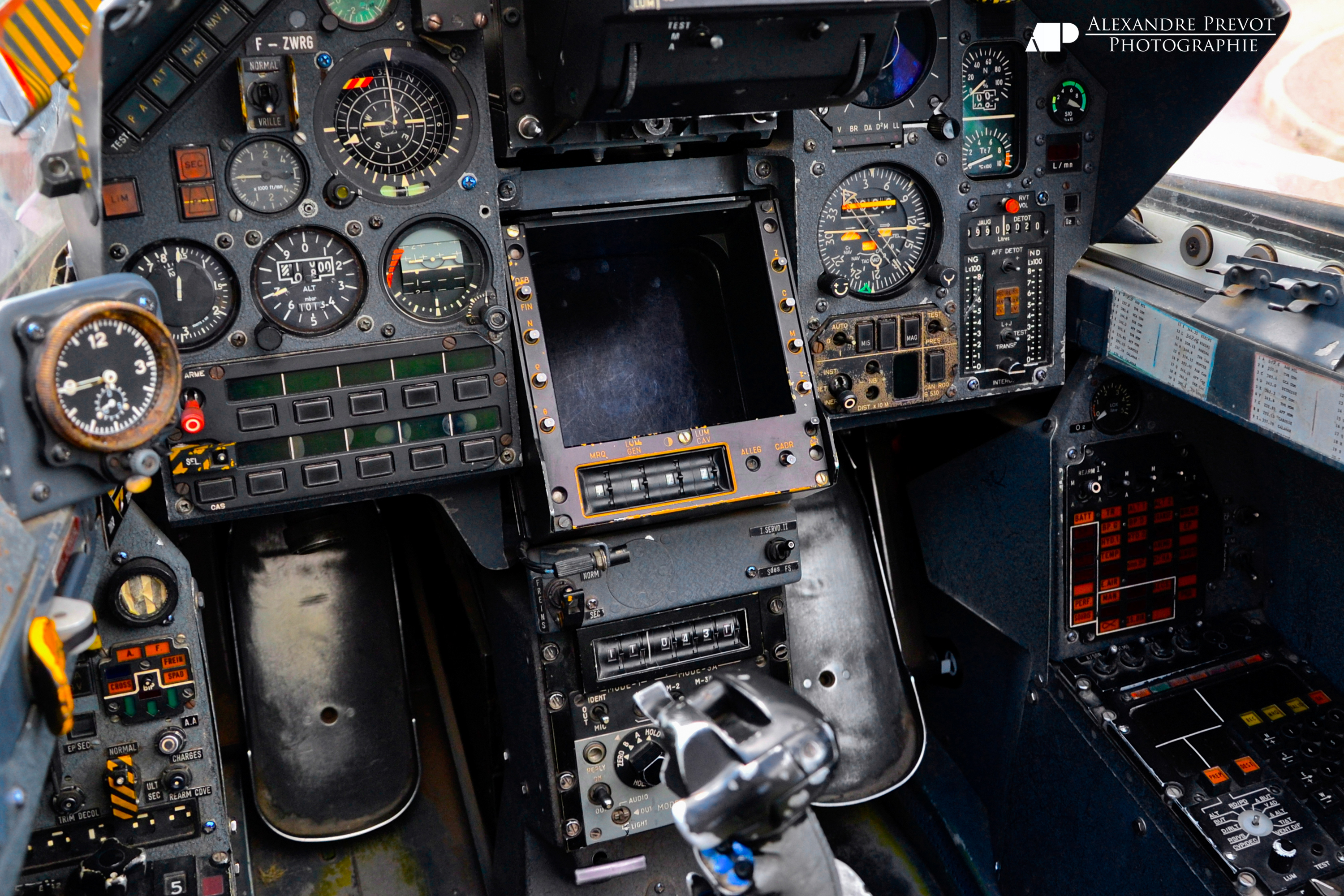
Cabina d'un caça Mirage 2000.

L'aviònica és l'aplicació de l'electrònica a l'aviació o el conjunt d'equipament electrònic d'una aeronau. Fa referència als sistemes electrònics usats en avions, satèl·lits artificials i naus espacials, tant sistemes de comunicació i navegació com els seus indicadors i elements de control.

## Història
El terme aviònica va començar a estendre's a principi dels anys 70. Fins llavors, els instruments, ràdios, radars, sistemes de combustible, controls de motor i els sistemes de navegació per ràdio havien estat sistemes independents, normalment mecànics.
Molts dels sistemes d'aviònica actual tenen els seus orígens en tecnologia militar desenvolupada durant la Segona Guerra Mundial. Per exemple el sistema de pilot automàtic van començar per tal d'assistir les llargues missions dels bombarders pesants que volaven a gran alçada. Un altre exemple molt conegut és el radar, desenvolupat simultàniament al Regne Unit, Alemanya i els Estats Units.
Als anys 70 l'aviònica va aparèixer de mà de la necessitat militar més que de la necessitat de millorar l'aviació civil. Els avions militars s'havien convertit en complexes plataformes amb múltiples components electrònics com els sistemes de radar o els que controlaven l'armament avançat com els míssils aire-aire. La correcta gestió i control de tots aquest sistemes és molt complexa.
El mercat civil també ha incrementat la seva despesa en aviònica. Els sistemes de control per senyals elèctrics i les noves necessitats de navegació deguts a la major ocupació de l'espai aeri han impulsat notablement les inversions destinats al desenvolupament d'aquestes tecnologies. El canvi més important ha estat degut a l'enorme increment dels vols comercials. Aquest fet ha comportat la necessitat de dissenyar i implementar mètodes més segurs i complexos per controlar els avions i el seu trànsit de manera segura. Amb el continu refinament dels elements de construcció aeroespacial, els sistemes de guia i navegació s'han tornat més exactes.

## Equipament modern
La cabina de vol i zones properes és on es solen concentrar els sistemes d'aviònica: control de l'avió, sensors, comunicacions, navegació, meteorologia, etc. La majoria dels avions alimenten l'aviònica mitjançant instal·lacions elèctriques de corrent continu de 14 o 28 volts. Tots i que els aparells més grans i sofisticats, com els avions de passatgers a reacció o els avions militars, utilitzen instal·lacions de corrent altern a 400 Hz i 115 volts AC.
El girocompàs d'anell làser, el MEMS, el giròscop de fibra òptica i molts altres avenços han fet que les cabines de comandament es tornin molt més complexes i integrades. En els darrers anys aquest sistemes han tendit a integrar-se en un sistema electrònic d'instruments de vol. Aquest integra les ràdios de comunicació, ràdios de navegació, sensors GNSS, Equips telemètrics, transponedors, etc. Aquests poden estar basats en un sistema de navegació inercial (en anglès IMS o Inertial Measurement System) per donar una referència de navegació autònoma.
Avui en dia la majoria d'avions comercials compten amb sistemes de vol per reduir l'error humà i la càrrega de treball durant l'aterratge o enlairament. El Garmin G1000 és un exemple d'aquest tipus de sistema d'ús corrent avui en dia en avionetes i reactors lleugers.